# Wimbledonmästerskapen 2009
Wimbledonmästerskapen 2009 spelades på All England Lawn Tennis & Croquet Club mellan den 22 juni och den 5 juli 2009.
Roger Federer vann herrsingeln för sjätte gången efter att ha besegrat Andy Roddick i fem set. Serena Williams vann damsingeln över sin syster Venus Williams. Det var Serena Williams första titel Wimbledon-titel sedan 2003.

## Herrturneringen
Herrsingel vid "Wimbledonmästerskapen 2009" vanns av Roger Federer. Det betydde även att Roger Federer slog Pete Sampras rekord i vunna Grand Slam-turneringar då Federer har vunnit 15. Han gick även upp till första platsen på världsrankingen. Hans finalmotståndare var Andy Roddick. Roddick föll i sista set genom att slå ut bollen i egen serve. Federer vann sista set med 16-14. Regerande mästaren Rafael Nadal var inte med på grund av skada. Han drog sig ur efter lottningen.
Dubbeln vanns av Daniel Nestor (Canada)/ Nedad Zimonjic (Serbien). De slog bröderna Mike och Bob Bryan (USA) med 3-1 i set; 7-6(7), 6-7(3), 7-6(3), 6-3.
Deras tuffaste match kom i Semifinalen när de mötte James Blake/ Mardy Fish (USA) där det blev 5-7, 3-6, 6-2, 7-6(3), 10-8. 
Innan semin släppte de bara ett set (2a omgången)

## Damturneringen
Damsingel vid "Wimbledonmästerskapen 2009" vanns av Serena Williams. I finalen besegrade hon sin syster Venus Williams. I semifinalerna vann Venus stort över världsettan Dinara Safina. I den andra semifinalen vann Serena över Jelena Dementieva efter att Dementieva vunnit första set.

## Finaler
Finaler i Wimbledon 2009.

### Herrsingel
Roger Federer vann mot  Andy Roddick, 5–7, 7–6(6), 7–6(5), 3–6, 16–14

### Damsingel
Serena Williams vann mot  Venus Williams, 7–6(3), 6–2

### Herrdubbel
Daniel Nestor /  Nenad Zimonjić vann mot
 Bob Bryan /  Mike Bryan, 7–6(7), 6–7(3), 7–6(3), 6–3

### Damdubbel
Serena Williams /  Venus Williams vann mot  Samantha Stosur /  Rennae Stubbs, 7–6(4), 6–4

### Mixdubbel
Mark Knowles /  Anna-Lena Grönefeld vann mot  Leander Paes /  Cara Black, 7–5, 6–3>